# Olulis megalopsis
Olulis megalopsis là một loài bướm đêm trong họ Noctuidae.